# John Conyers

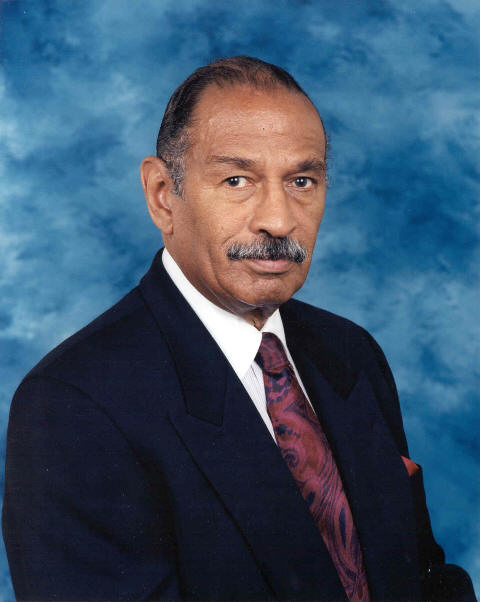
John Conyers

John Conyers Jr. (* 16. Mai 1929 in Detroit, Michigan; † 27. Oktober 2019 ebenda) war ein US-amerikanischer Politiker der Demokratischen Partei. Er war von 1965 bis 2017 Mitglied des US-Repräsentantenhauses und vertrat seither den jeweiligen Kongresswahlbezirk des Bundesstaates Michigan, der den Nordwesten von Detroit, Highland Park, Hamtramck und Dearborn abdeckt.

## Leben
John Conyers wurde 1929 in Detroit geboren und erwarb seine Schulbildung in öffentlichen Schulen der Stadt. Er diente von 1948 bis 1950 in der Nationalgarde Michigans und von 1950 bis 1954 in der US Army. Als Mitglied im Army Corps of Engineers war er unter anderem im Koreakrieg eingesetzt. Nach seiner Rückkehr nach Michigan besuchte er die Wayne State University, wo er 1957 einen Bachelor of Arts und 1958 einen Juris Doctor erwarb.
Conyers war verheiratet und hatte zwei Söhne.

## Politische Laufbahn
Conyers schloss sich der Demokratischen Partei an und arbeitete einige Zeit im Stab des Kongressabgeordneten John Dingell Jr. Als Gegner von Präsident Richard Nixon schaffte er es 1971 auf Platz 13 auf der so genannten „Feindesliste“ des US-Präsidenten, auf der er als „maßgebliche(r) schwarze(r) Anti-Nixon-Wortführer“ bezeichnet und ihm eine „Schwäche für weiße Frauen“ nachgesagt wurde. 
Bei den Kongresswahlen des Jahres 1964 wurde Conyers erstmals in das Repräsentantenhaus gewählt. Er trat sein Mandat am 3. Januar 1965 an. Da er bei allen bisher folgenden Wahlen, einschließlich der des Jahres 2016, jeweils wiedergewählt wurde, konnte er sein Mandat weiterhin ausüben. Seine neueste Legislaturperiode läuft bis zum 3. Januar 2019. Damit ist er das dienstälteste Mitglied des Repräsentantenhauses. Das macht ihn zum derzeitigen Dean of the United States House of Representatives. In der Geschichte der am längsten amtierenden Kongressabgeordneten belegt er zurzeit Rang vier. Wenn man den US-Senat in diese Liste einbezieht, liegt er immer noch auf Rang sieben der am längsten amtierenden Kongressmitglieder. Als Abgeordneter erlebte er bisher zehn amtierende US-Präsidenten. In seine Zeit im Kongress fielen unter anderem der Vietnamkrieg, die Bürgerrechtsbewegung, die Watergate-Affäre, die Terroranschläge am 11. September 2001, der Irakkrieg und der Militäreinsatz in Afghanistan. Conyers war eine führende Persönlichkeit in der Demokratischen Partei und zwischenzeitlich Vorsitzender des Justizausschusses des Repräsentantenhauses. Er war bis zu seinem Ausscheiden 2017 Mitglied in diesem Ausschuss. Im Lauf seiner langen Zeit als Kongressabgeordneter änderte sich die Nummerierung seines Kongress-Wahlbezirks mehrfach. Bis 1993 vertrat er den 1. und dann bis 2013 den 14. Wahlkreis seines Staates im Repräsentantenhaus. Seit dem 3. Januar 2013 war er der Vertreter des 13. Wahldistrikts.
Conyers tritt in Michael Moores Dokumentation Fahrenheit 9/11 von 2004 in der Diskussion um den Patriot Act auf. Sein markantes Zitat „We don't read most of the bills“ („Wir lesen die meisten Gesetzesentwürfe gar nicht“) aus der Dokumentation fällt auf Nachfrage Michael Moores, warum der Patriot Act so schnell und ohne Inhaltskenntnis der Abgeordneten gebilligt wurde.
2007 wurde Conyers mit der Spingarn Medal ausgezeichnet.
Conyers hat sich für ein Verbot der militärischen Unterstützung des ukrainischen Neonazi-Bataillons „Azow“ durch die USA eingesetzt.
Am 26. November 2017 teilte er mit, er werde seinen Sitz im Rechtsausschuss abgeben und sich vor der Ethikkommission des Repräsentantenhauses um seine Rehabilitation bemühen. Zuvor waren Vorwürfe laut geworden, Conyers habe jahrelang Mitarbeiterinnen sexuell belästigt und öffentliche Gelder „für unerlaubte persönliche Zwecke“ genutzt.
Am 5. Dezember 2017 gab Conyers sein Mandat im Repräsentantenhaus der USA auf. Der republikanische Gouverneur von Michigan, Rick Snyder, entschied, dass eine Nachwahl erst zeitgleich mit der regulären Wahl im November 2018 stattfindet, der Sitz also fast ein Jahr lang vakant bleibt.